# ماتيو أرزينو
ماتيو أرزينو (بالفرنسية: Mathieu Arzeno)‏ مواليد 18 أغسطس 1987، هو سائق راليات فرنسي سابق. بدأ مسيرته في سنة 2010. كان أول رالي له هو رالي البرتغال 2010. شارك في بطولة العالم للراليات. نافس في رالي التحدي عبر القارات.

## روابط خارجية
- ماتيو أرزينو على موقع DriverDB.com (الإنجليزية)
- ماتيو أرزينو على موقع eWRC-results.com (الإنجليزية)